# Błędowa Tyczyńska
Błędowa Tyczyńska – wieś w Polsce położona w województwie podkarpackim, w powiecie rzeszowskim, w gminie Chmielnik.
| SIMC    | Nazwa     | Rodzaj    |
| ------- | --------- | --------- |
| 0646096 | Burdasz   | część wsi |
| 0646104 | Czarna    | część wsi |
| 0646110 | Doły      | część wsi |
| 0646127 | Dół       | część wsi |
| 0646133 | Dział     | część wsi |
| 0646140 | Góra      | część wsi |
| 0646156 | Granice   | część wsi |
| 0646162 | Hadałówka | część wsi |
| 0646179 | Kłapy     | część wsi |
| 0646185 | Kozielec  | część wsi |
| 0646191 | Krzywa    | część wsi |
| 0646200 | Potoki    | część wsi |
| 0646216 | Rybia     | część wsi |
| 0646222 | Skalnica  | część wsi |

Miejscowość jest siedzibą parafii pod wezwaniem Matki Bożej Królowej Polski, należącej do dekanatu Tyczyn, diecezji rzeszowskiej.
Wieś, położona w powiecie przemyskim, była własnością Jana Klemensa Branickiego, jej posesorem był Jan Łowiecki, została spustoszona w czasie najazdu tatarskiego w 1672 roku.